# Batalla del río Wei
La Batalla del Río Wei (濰水之戰) se libró en el año 204 a. C. entre los Han y una fuerza combinada del Estado Qi y Chu Occidental. El famoso General Han Xin lideró la fuerza Han, mientras que los Qi fueron liderados por el Príncipe Tian Guang (田廣), y los Chu por Long Ju (龍且). Fue una de las batallas más importantes de la «Contención Chu–Han».
En el 205 a. C., Han Xin había capturado la mayoría de las provincias modernas de Hebei y Shanxi, los principados de Zhao y Dai, y estaba empezando a marchar sobre el principado de Qi. El Príncipe Tian Guang, persuadido por el destacado diplomático Li Yiji (酈食其), había decidido reconocer el liderazgo de Han y su rey, Liu Bang. Sin embargo, Liu Bang no notificó oficialmente a Han Xin. Ignorando las intenciones del Príncipe Tian Guang, Han Xin decidió lanzar un ataque sorpresa contra Qi, bajo el consejo de Kuai Tong. Las fuerzas de Tian Guang fueron completamente sorprendidas. Tian Guang huyó y buscó la ayuda del Rey Xiang Yu de Chu Occidental, prometiendo lealtad. Xiang Yu envió una fuerte fuerza expedicionaria, incluyendo alguna caballería de élite, bajo el mando de Long Ju para relevar a Qi.
Han Xin sabía que Long, conocido por su valentía personal y su destreza en la lucha, era demasiado arrogante. La noche antes de la batalla, tendió una trampa a Long construyendo una presa improvisada con sacos de arena para bajar el nivel del agua en el río Wei. Long fue aconsejado para luchar una lenta batalla de desgaste ya que tenía fuerzas de sobra (la proporción de fuerzas era de aproximadamente 1:3 a favor de Chu). Long se negó, creyendo que tenía fuerzas abrumadoras y que Han Xin era un cobarde, como resultado de un incidente cuando Han Xin sirvió en las fuerzas de Chu. (Han Xin se había arrastrado entre las piernas de algunos matones para evitar un conflicto cuando le superaban en número).
A la mañana siguiente, Han Xin marchó a través del río y atacó a las fuerzas de Long. Luego, hizo una retirada estratégica engañando a Long para que cargara su ejército a través del río. Cuando cerca de un cuarto del ejército Chu cruzó, Han hizo una señal a sus hombres para que abrieran la presa. Eso tuvo éxito en ahogar a muchos de los soldados de Chu y aislar a Long Ju, con sólo una fracción de su fuerza. Aislado por el río, Long Ju no tenía a dónde ir y fue aislado en la batalla. El resto del ejército Chu se desintegró, cuando Han Xin continuó presionando su ataque. El Príncipe Tian Guang huyó y finalmente fue capturado y asesinado.
Esta batalla fue estratégicamente significativa ya que le costó a Xiang Yu entre la mitad y un tercio de sus fuerzas, incluyendo muchos veteranos, agotó las reservas importantes de Chu e impidió cualquier posibilidad futura de que Xiang Yu luchara con éxito en dos frentes. Eventualmente, Xiang Yu perdió la guerra.
No se sabe por qué Xiang Yu no condujo al ejército Chu a la batalla él mismo para luchar contra el ahora bien considerado Han Xin.
- Datos: Q4872718